# Коли ди Чичероне (Рим)
Коли ди Чичероне је насеље у Италији у округу Рим, региону Лацио.
Према процени из 2011. у насељу је живело 793 становника. Насеље се налази на надморској висини од 188 м.